# Oktoberfest Sevens

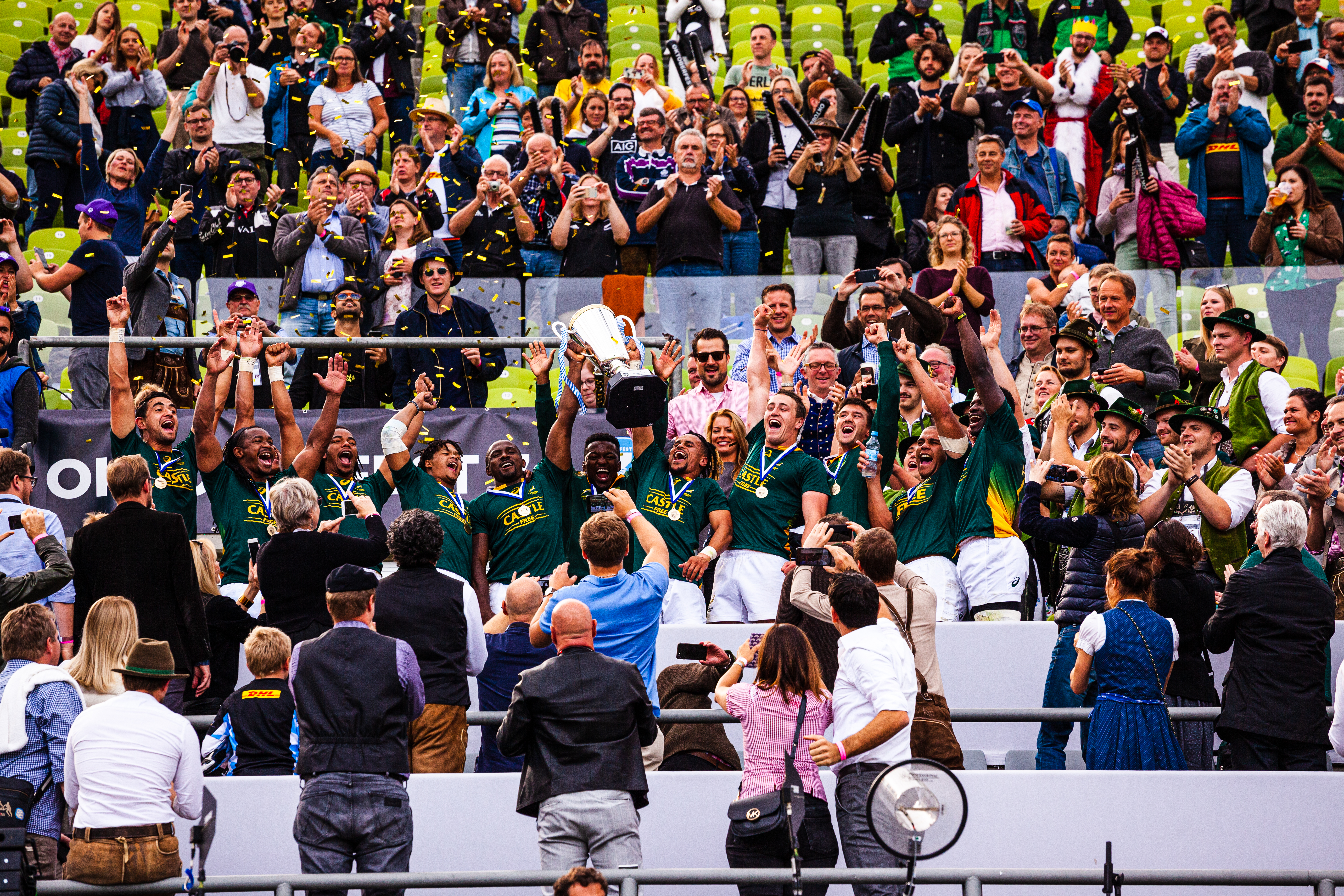
Südafrika: Siegerehrung 2019

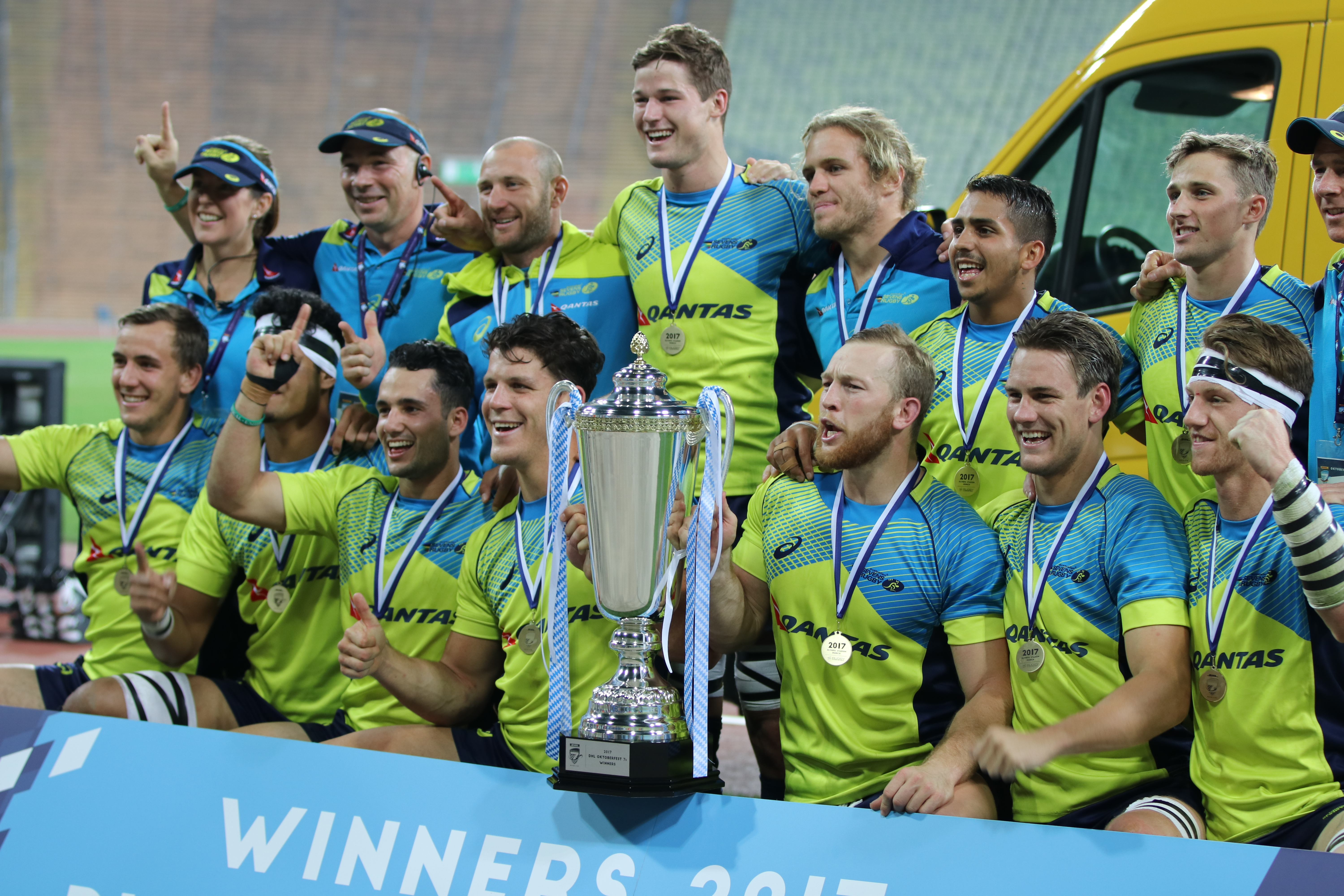
Australien: Siegerehrung 2017

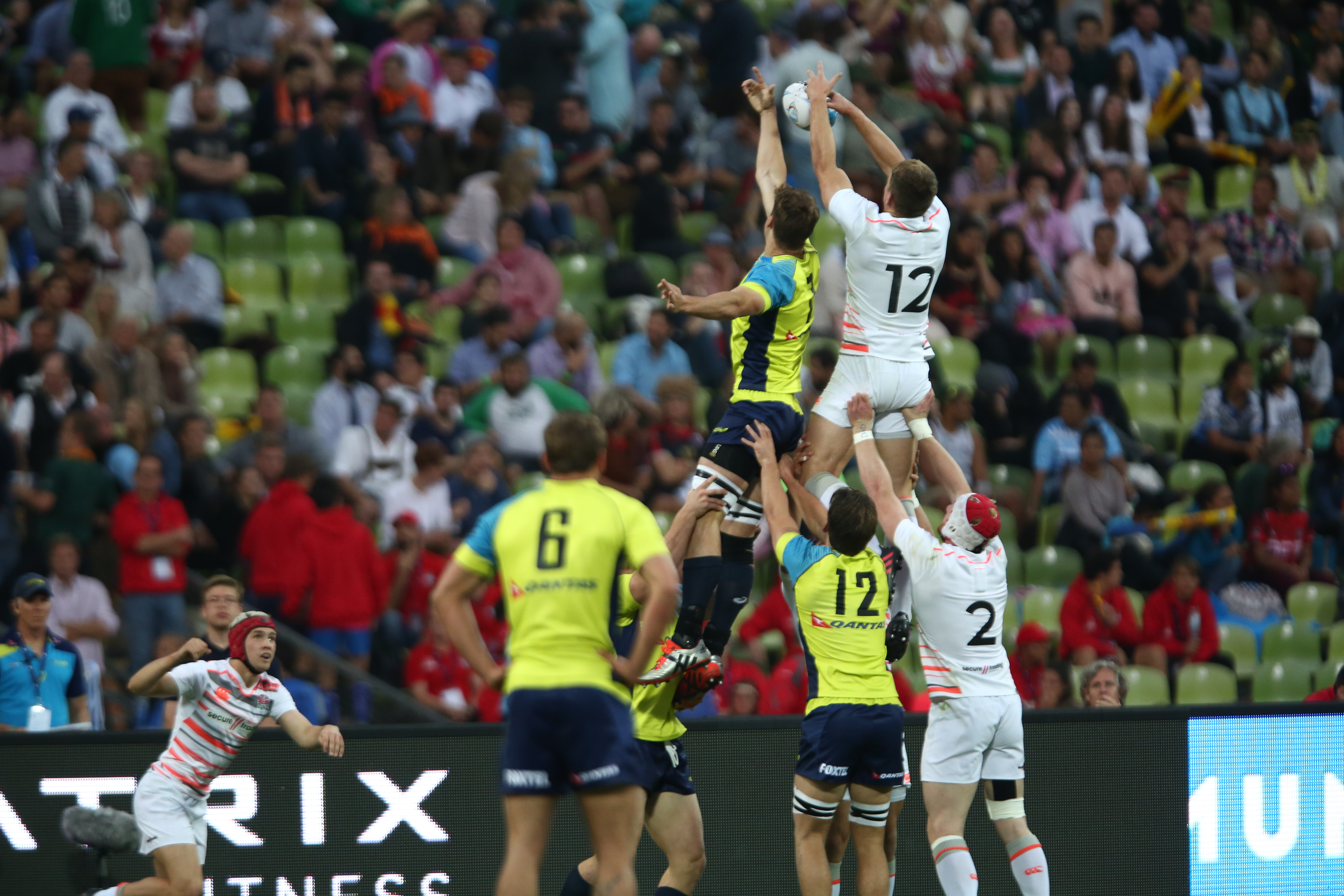
England – Australien, 2017

Die Oktoberfest Rugby 7s war ein internationales Einladungsturnier für Nationalmannschaften im olympischen Siebener-Rugby. Es fand im Olympiastadion in München zur Zeit des Oktoberfestes statt.
Das Turnier fand erstmals vom 29. bis zum 30. September 2017 statt und wurde von Australien gewonnen. Das zweite Mal wurde es vom 21. bis zum 22. September 2019 ausgetragen, Sieger war Südafrika.

## Geschichte
Bereits seit 1987 gibt es ein vom München RFC ausgetragenes Amateurturnier unter dem gleichen Namen, das seit 2017 den Zusatz Classics trägt. Das neue Turnier entstammt der Idee ehemaliger Spieler der RG Heidelberg, ein internationales Siebener-Rugby-Turnier in Deutschland zu veranstalten. Der ehemalige Nationalspieler Mathias Entenmann, der bereits in den Vorständen von PayPal und Ebay agierte, ist Organisator des Turniers. Bei der ersten Ausrichtung 2017 nahmen neben der deutschen Nationalmannschaft auch die amtierenden Olympiasieger Fidschi und World-Series-Sieger Südafrika teil. Die zwölf Mannschaften traten zunächst in drei Gruppen mit je vier Teams gegeneinander an. Die deutsche Mannschaft scheiterte im Viertelfinale gegen England. Sieger des Turniers wurde Australien mit einem 40:7-Sieg über Fidschi.
Im Frühling 2018 wurden die Oktoberfest Rugby 7s für das laufende Jahr abgesagt. Grund war die Fokussierung der Ressourcen auf die Bewerbung für die World-Series. Obwohl die Bewerbung erfolglos endete, wurde Ende des Jahres eine weitere Ausrichtung des Turniers bis 2022 angekündigt. Die Stadt München unterstützt die Nutzung des Olympiastadions durch die olympische Sportart finanziell.
Im September 2019 wurden die Oktoberfest Rugby 7s ein zweites Mal ausgetragen. Diesmal traten insgesamt acht Teams an. Mit den All Blacks Sevens aus Neuseeland konnte eine der besten Siebener Nationalmannschaften als Teilnehmer für das Turnier gewonnen werden. Letztlich traten sie im Spiel um Platz 3 gegen die deutsche Nationalmannschaft an und konnten das Spiel für sich entscheiden. Südafrika holte sich gegen Fidschi den Titel.
In den beiden darauffolgenden Jahren (2020 und 2021) mussten die Oktoberfest Rugby 7s aufgrund der Corona-Pandemie abgesagt werden.
Während die weltbesten Rugby-Teams des olympischen Rugbys auf dem Rasen um den Titel kämpfen, feiern über 30.000 meist karnevalsmäßig verkleidete Zuschauer aus Deutschland und der ganzen Welt auf den Rängen und sorgen für eine einzigartige Atmosphäre. Live-Acts, DJ und Entertainment-Programm füllen die Pausen zwischen den Partien an zwei Tagen.
2017 und 2019 wurde das Turnier live auf Sport1 und weltweit in über 60 Länder übertragen.
Aufgrund von coronabedingten Verschiebungen im Siebener Turnierkalender und da zwei Wochen vor dem angedachten Oktoberfest Rugby 7s-Termin 2022 die Siebener-Rugby-Weltmeisterschaft in Kapstadt stattfindet, ist es den Top-Nationalmannschaften nicht möglich, am Turnier in München teilzunehmen. Aufgrund dessen wurde das Oktoberfest Rugby 7s Turnier 2022 abgesagt. Auch die Austragung 2023 wurde abgesagt. Im Dezember 2023 meldete die Oktoberfest 7s GmbH Insolvenz an. Angesichts der mehrfachen Absagen und der kommenden Sanierung des Olympiastadions sei eine Fortführung der Serie nicht mehr möglich.

## Teams
| 2017        | 2019               |
| ----------- | ------------------ |
| Australien  | Australien         |
| Fidschi     | Fidschi            |
| Südafrika   | Südafrika          |
| England     | England            |
| Deutschland | Deutschland        |
| Frankreich  | Frankreich         |
| Argentinien | Neuseeland         |
| Chile       | Vereinigte Staaten |
| Portugal    |                    |
| Uganda      |                    |
| Spanien     |                    |
| Irland      |                    |

Die folgenden Spieler bildeten die Kader der deutschen Nationalmannschaft:
| 2017                | 2017               | 2019                | 2019                |
| Spieler             | Verein             | Spieler             | Verein              |
| ------------------- | ------------------ | ------------------- | ------------------- |
| Anjo Buckman        | TSV Handschuhsheim | Anjo Buckman        | TSV Handschuhsheim  |
| Bastian Himmer      | RG Heidelberg      | Bastian Himmer      | RG Heidelberg       |
| Carlos Soteras Merz | TV Pforzheim 1834  | Carlos Soteras Merz | RG Heidelberg       |
| Daniel Koch         | SC Germania List   | Niklas Koch         | SC Germania List    |
| Fabian Heimpel      | RG Heidelberg      | Fabian Heimpel      | RG Heidelberg       |
| Jarrod Saul         | SC Germania List   | Manasah Sita        | SC Neuenheim        |
| Jonathon Dawe       | Cardiff University | Jonathon Dawe       | Worthington Raiders |
| Leon Hees           | RK Heusenstamm     | Robert Haase        | BSC Offenbach       |
| Maximilian Calitz   | vereinslos         | Phil Szczesny       | Hannover 78         |
| Robin Plümpe        | RG Heidelberg      | Tim Biniak          | RG Heidelberg       |
| Samuel Rainger      | RK Heusenstamm     | Ben Ellermann       | FC St. Pauli        |
| Tim Lichtenberg     | RG Heidelberg      | Tim Lichtenberg     | RG Heidelberg       |

## Ergebnisse
| Jahr | Finale     | Finale   | Finale   | Spiel um Platz drei | Spiel um Platz drei | Spiel um Platz drei |
| Jahr | Sieger     | Ergebnis | 2. Platz | 3. Platz            | Ergebnis            | 4. Platz            |
| ---- | ---------- | -------- | -------- | ------------------- | ------------------- | ------------------- |
| 2017 | Australien | 40:7     | Fidschi  | Südafrika           | 42:7                | England             |
| 2019 | Südafrika  | 12:10    | Fidschi  | Neuseeland          | 22:12               | Deutschland         |